# Pinner (stanice metra v Londýně)
Pinner je stanice metra v Londýně, otevřená 25. května 1885. V roce 1966 vyhrála zahrada této stanice soutěž o nejkrásnější zahradu v Londýně. Nachází se na:
- Metropolitan Line (mezi stanicemi Northwood Hills a North Harrow)

| Rok  | Počet cestujících |
| ---- | ----------------- |
| 2011 | 2,30 mil          |
| 2012 | 2,47 mil          |
| 2013 | 2,61 mil          |
| 2014 | 2,84 mil          |